# Лівелде
Лівелде (нід. Lievelde, нід. вимова: [ˈlivəldə]) — село в нідерландській провінції Гелдерланд. Входить до муніципалітету Ост-Гелре.
Його площа становить 16,89 км², а населення станом на 2021 рік становило 1395 осіб.

## Галерея

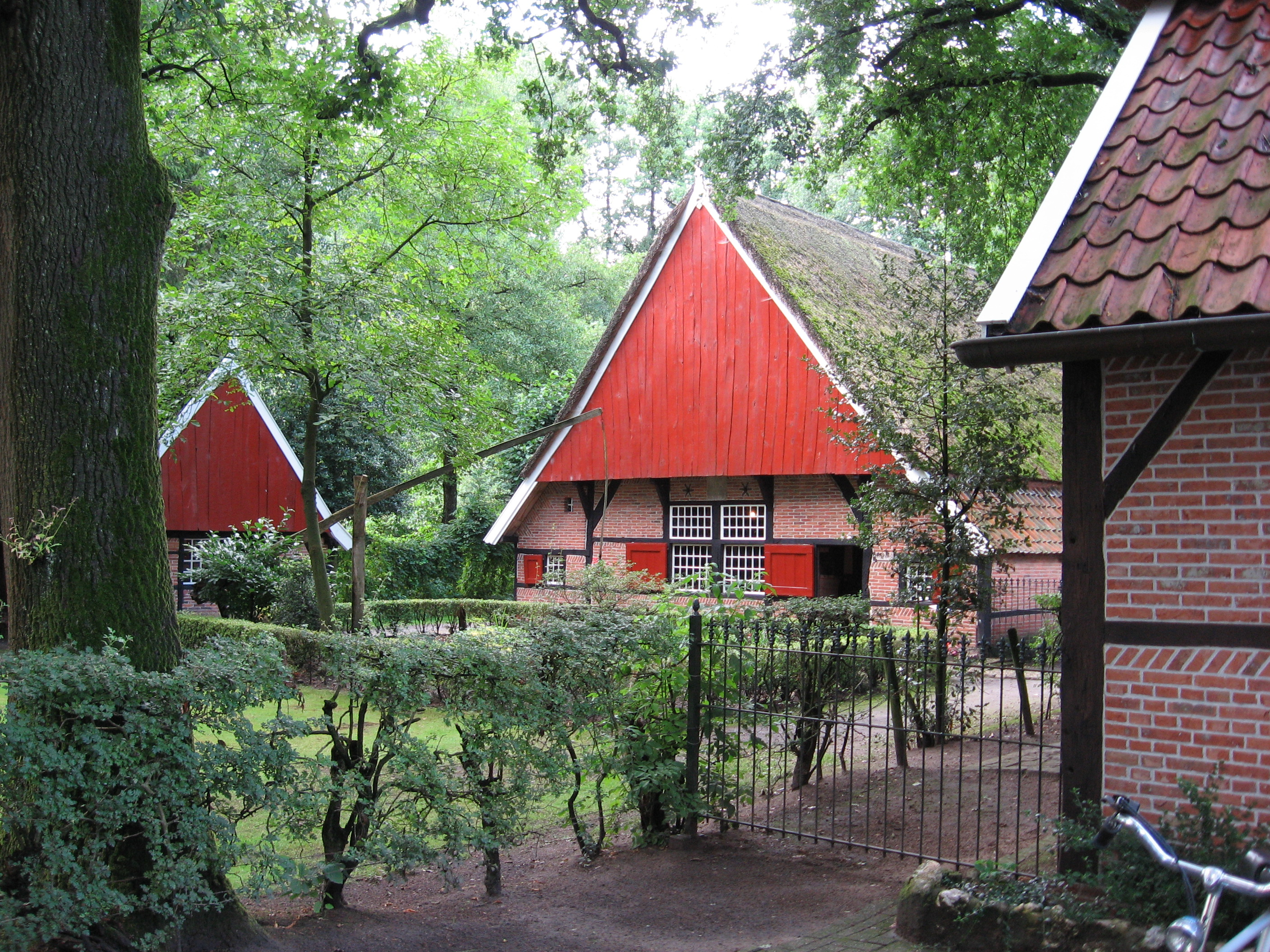
Музей просто неба
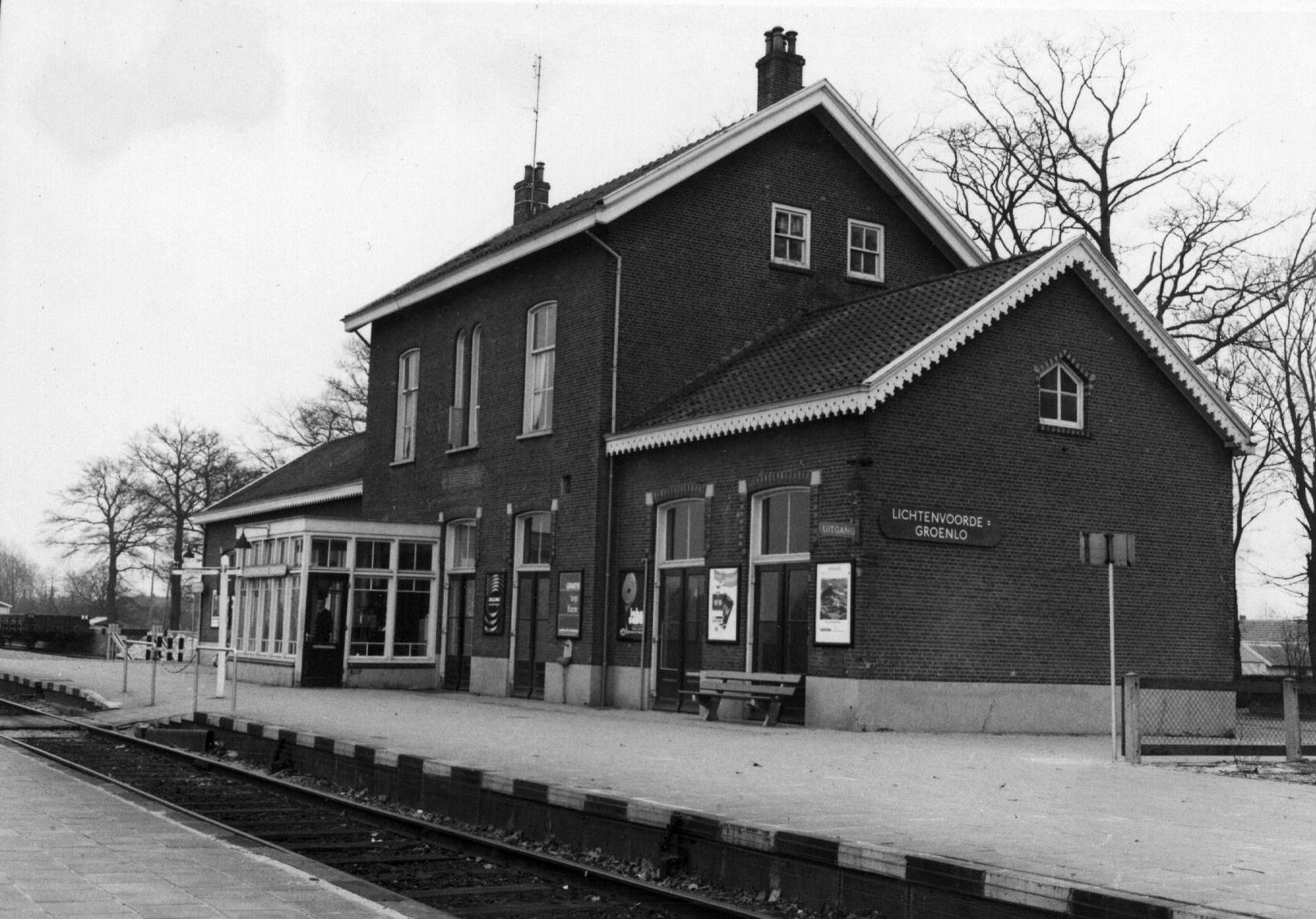
Залізнична станція
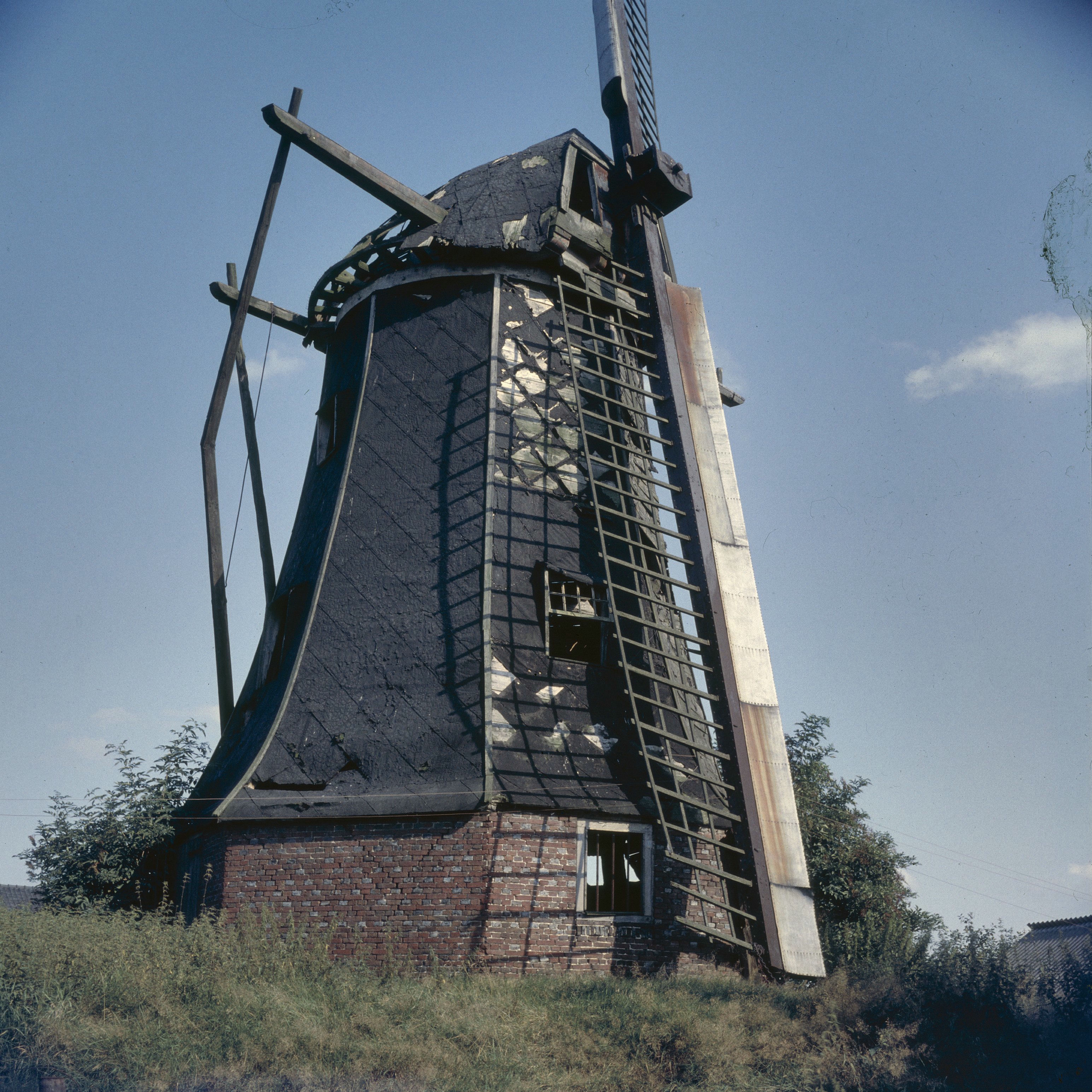
Колишній вітряк